# خوسيه جيمس
خوسيه جيمس (بالإنجليزية: José James)‏ هو مغني وملحن أمريكي، ولد في 20 يناير 1978 في منيابولس في الولايات المتحدة.

## وصلات خارجية
- الموقع الرسمي
- خوسيه جيمس على موقع IMDb (الإنجليزية)
- خوسيه جيمس على موقع روتن توميتوز (الإنجليزية)
- خوسيه جيمس على موقع ميوزك برينز (الإنجليزية)
- خوسيه جيمس على موقع أول ميوزيك (الإنجليزية)
- خوسيه جيمس على موقع ديسكوغز (الإنجليزية)